# 植木 (鎌倉市)
植木（うえき）は、神奈川県鎌倉市の大字。旧鎌倉郡植木村。住居表示未実施区域。

## 地理
鎌倉市北西部（玉縄地域)に位置する。北辺を城廻、南辺を岡本、東辺を玉縄と接し、西辺は藤沢市渡内及び村岡東に接している。

### 地価
住宅地の地価は、2023年（令和5年）1月1日の公示地価によれば、植木字植谷戸156番3の地点で14万3000円/m2となっている。

## 歴史
古くは玉縄村の一部だったようだが、元禄年間（1688年～1704年）に独立した村となった。
後北条氏が支配していた時期の植木は、玉縄城の城下に位置する事、藤沢～鎌倉間を結ぶ往還が植木内を走っていた事、龍寶寺など後北条氏ゆかりの寺院などがある事、天正年間（1573年～1592年）には大筒を鋳造可能な鍛冶屋が存在した事などから、既に町が形成されていたものと推定されている。
後北条氏滅亡後は一時徳川氏の直轄領をへて、玉縄藩領となる。玉縄藩廃藩後は再び天領となるが、1711年（正徳元年）には新井白石に与えられる。同年来日した朝鮮通信使が鎌倉近辺を訪問した際、村内の龍寶寺が宿舎として使われた。
1882年（明治15年）に玉縄小学校が龍寶寺境内に移転する。
1889年（明治22年）に玉縄村と再び合併し植木は大字になった。

## 地名の由来
後北条氏によって玉縄城が築城された際に城を防衛するために多数の樹木を植林した事に由来すると伝わる。植木という地名が現存する史書によって初めて確認できるのは1589年（天正17年）に後北条氏が発給した朱印状である。

## 文化財

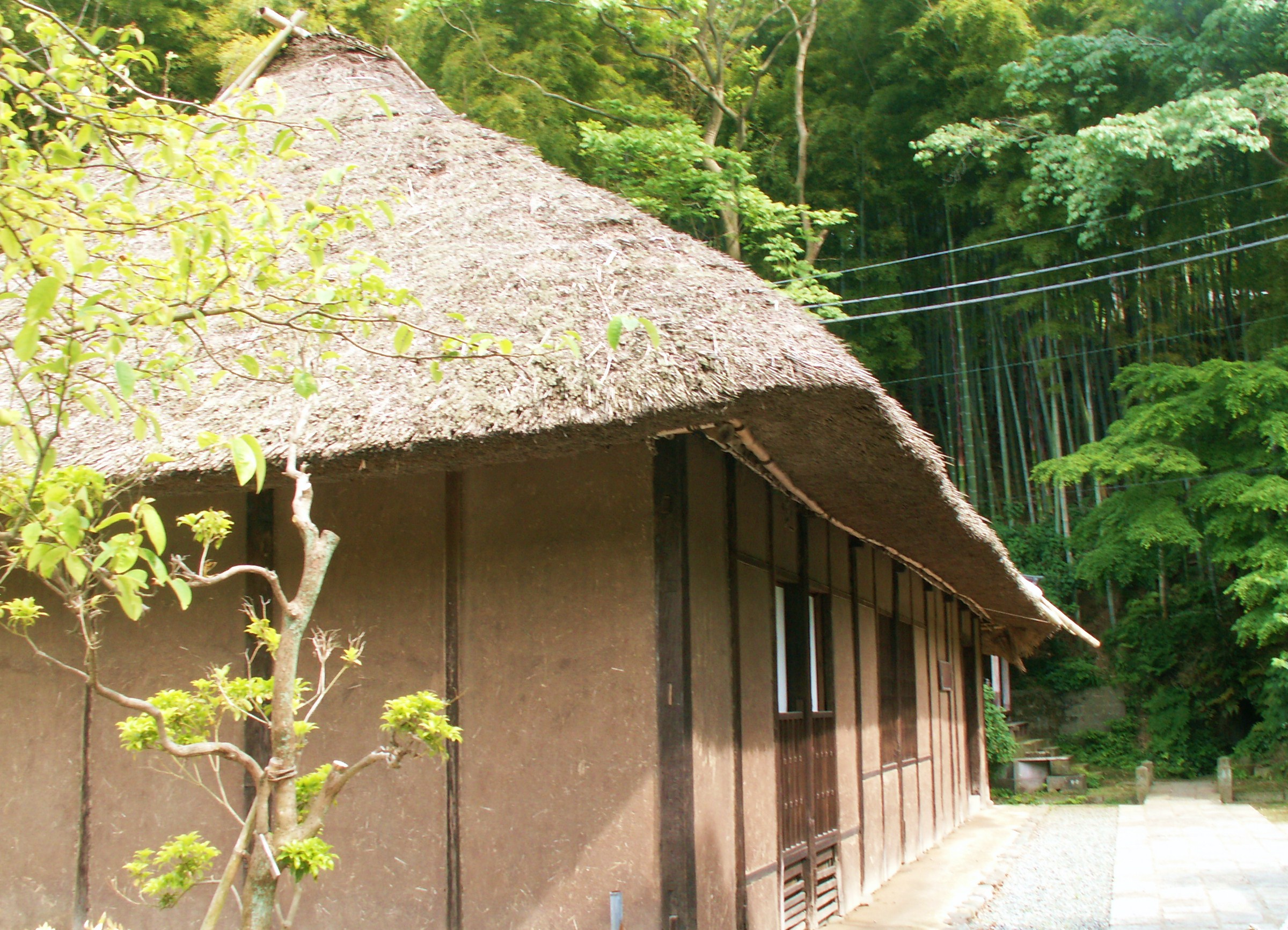
旧石井家住宅（龍寶寺境内）

### 遺跡・旧跡
- 平戸山縄文遺跡
- 大船捕虜収容所跡（横須賀海軍警備隊植木分遣隊）

### 文化財
- 旧石井家住宅（龍寶寺境内所在、国の重要文化財[9]）

## 世帯数と人口
2023年（令和5年）9月1日現在（鎌倉市発表）の世帯数と人口は以下の通りである。
| 大字 | 世帯数    | 人口    |
| ---- | --------- | ------- |
| 植木 | 2,233世帯 | 5,135人 |

### 人口の変遷
国勢調査による人口の推移。
| 年                 | 人口  |
| ------------------ | ----- |
| 1995年（平成7年）  | 5,340 |
| 2000年（平成12年） | 5,022 |
| 2005年（平成17年） | 5,488 |
| 2010年（平成22年） | 5,737 |
| 2015年（平成27年） | 5,549 |
| 2020年（令和2年）  | 5,257 |

### 世帯数の変遷
国勢調査による世帯数の推移。
| 年                 | 世帯数 |
| ------------------ | ------ |
| 1995年（平成7年）  | 1,960  |
| 2000年（平成12年） | 1,856  |
| 2005年（平成17年） | 2,070  |
| 2010年（平成22年） | 2,178  |
| 2015年（平成27年） | 2,184  |
| 2020年（令和2年）  | 2,209  |

## 学区
市立小・中学校に通う場合、学区は以下の通りとなる（2017年7月時点）。
| 番地 | 小学校             | 中学校             |
| --- | ------------------ | ------------------ |
| 231、233～245 258-2、259-2 259-7〜8、260 261-2〜3、291 | 鎌倉市立玉縄小学校 | 鎌倉市立玉縄中学校 |
| 48、422-2～7 422-10〜11、422-16・‐31～33 425-4～6・-15〜16・-22 425-44～46・-53・-60・-62・-65 426〜427、433、436〜437 441、459～466 469～471、475～477 478、478-1・-4～6、-18～23 495～498、502                                                                        | 鎌倉市立関谷小学校 | 鎌倉市立玉縄中学校 |
| 1～47、49～230 232、246～257 258-1、259-1 261-1・-4、262～290 292～421、422 422-1・-8〜9・-12～15 423〜424、425-1～3 425-7～14・-17～21・-25～27 425-39～43、428～432 434〜435、 438～440 442～458、467、468 472～474、478-2〜3 478-11～16、479～494 499～501、503～867 | 鎌倉市立植木小学校 | 鎌倉市立玉縄中学校 |

## 事業所
2021年（令和3年）現在の経済センサス調査による事業所数と従業員数は以下の通りである。
| 大字 | 事業所数 | 従業員数 |
| ---- | -------- | -------- |
| 植木 | 99事業所 | 598人    |

### 事業者数の変遷
経済センサスによる事業所数の推移。
| 年                 | 事業者数 |
| ------------------ | -------- |
| 2016年（平成28年） | 99       |
| 2021年（令和3年）  | 99       |

### 従業員数の変遷
経済センサスによる従業員数の推移。
| 年                 | 従業員数 |
| ------------------ | -------- |
| 2016年（平成28年） | 559      |
| 2021年（令和3年）  | 598      |

## 交通

### 道路
- 神奈川県道302号小袋谷藤沢線
- 神奈川県道402号阿久和鎌倉線

### バス
- 神奈川中央交通

## 施設
- 玉縄幼稚園
- 鎌倉市立植木小学校
- 清泉女学院中学校・高等学校
- 龍寶寺 - 曹洞宗の仏教寺院。山号は陽谷山。
  - 玉縄歴史館
- 貞宗寺 - 浄土宗の寺院。山号は玉縄山。
- 久成寺 - 日蓮宗の仏教寺院。山号は光円山。
- 植木諏訪神社

## その他

### 日本郵便
- 郵便番号 : 247-0073[3]（集配局 : 大船郵便局[20]）。